# 康福震
康福震（1987年6月5日—）是中國內地男演員，因出演電視劇《甄嬛傳》中的允禧而受到關注。

## 早年境況
康福震於1986年10月6日出生在中國河北省，因受其母親影響而自幼學習京劇。1996年，他考入中國戲曲學院附屬中學，並在1999年獲得中国少儿戏曲小梅花荟萃金花獎。 2003年，他進入中國戲曲學院京劇表演係學習。

## 演出作品

### 電影
- 《花木蘭》 飾：小白
- 《瘋狂的旅館》 [2]

### 電視劇
- 武媚娘傳奇 李弘
- 後宮甄嬛傳 允禧

## 榮譽獎項
- 1999年 中国少儿戏曲小梅花荟萃 金花獎[1]

## 外部連接
- 康福震的新浪微博
- 康福震在豆瓣上的资料（简体中文）
- 康福震在互联网电影资料库（IMDb）上的資料（英文）